# Nacionalismo queer

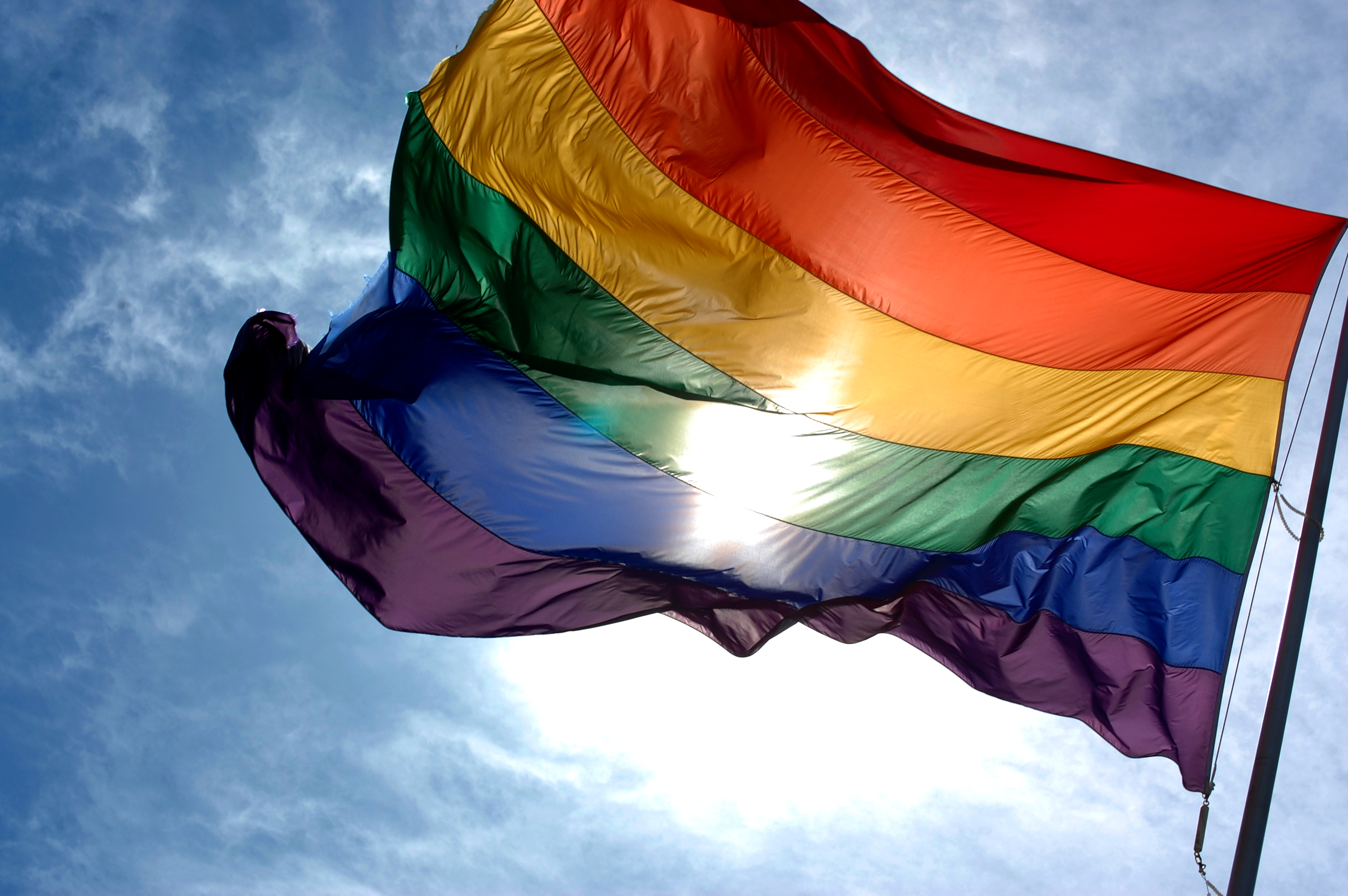
La bandera LGBT sería un símbolo nacional para el nacionalismo queer.

El nacionalismo queer, nacionalismo LGBT o nacionalismo homosexual es un movimiento de emancipación que se basa en la idea de que de las personas LGBTI no son un grupo de seres humanos con conductas sexuales minoritarias, sino que son un pueblo o nación debido a su cultura y costumbres específicas.

## Nación queer
Los primeros indicios acerca de la creación de una identidad homosexual surgen del abogado alemán Karl Heinrich Ulrichs, quien propuso en 1867 la implementación del matrimonio uraniano y la asociación uraniana.
El concepto de ser «diferentes» o «enfermos mentales» es algo que muchos homosexuales dan por hecho , debido a sus experiencias de segregación social y a la tendencia natural de las minorías de buscar apoyo y protección entre semejantes. Tras la despenalización de la homosexualidad en muchos países, surgió una cultura homosexual; sin embargo, la verdadera igualdad social y legal con los heterosexuales no pudo llegar a alcanzarse plenamente. Esta situación ha llevado a una creciente frustración y un deseo de separación de la mayoría hostil heterosexual. Estos sentimientos alcanzaron su expresión en 1990 con el establecimiento de la Nación Queer, una organización radical que tiene como uno de sus eslóganes «Odio a los heteros» (I hate straights), pero cuyo eslogan más conocido es «Estamos aquí. Somos queer. Háganse a la idea» (We're here. We're queer. Get used to it).
Un Estado-Nación para homosexuales fue sugerido, entre otros, por William S. Burroughs, quien más tarde modificaría sus ideas en favor de una estructura similar a la de la comunidad china Tong.
El primer intento de realizar exigencias territoriales lo hizo un grupo de activistas homosexuales australianos en 2004, al declarar que las pequeñas islas del arrecife Cato eran el Reino Gay y Lésbico de las Islas del Mar del Coral y que su emperador era Dale Parker Anderson, hoy el Reino Gay y Lésbico de las Islas del Mar del Coral es considerado una micronación. Debido a desacuerdos en 2005 dentro del grupo, la Commonwealth del Reino Gay y Lésbico y la Tribu Gay Unificada cancelaron su afiliación a Anderson. Existen otros grupos con causas similares, como por ejemplo la Gay Homeland Foundation y una micronación llamada Gay Parallel Republic.
Los argumentos a los que se refieren los nacionalistas queer proceden de la Declaración Universal de los Derechos Humanos, la cual:
- en su artículo 15 garantiza 1) el derecho a tener una nacionalidad; 2) que nadie podrá ser desprovisto de su nacionalidad ni denegado el derecho a cambiar su nacionalidad;
- en su artículo 16 garantiza 1) el derecho a contraer matrimonio sin ninguna limitación debida a la nacionalidad;
- el reconocimiento formal como un pueblo por las Naciones Unidas conllevaría al reconocimiento de los matrimonios entre personas del mismo sexo y la eliminación de la discriminación contra los homosexuales en los Estados que la repaldan.

El nacionalismo queer se asemeja al movimiento de emancipación judía y se alinea con las ideas de Theodor Herzl. La emancipación a través de la formación de una identidad nacional, como sugieren los grupos «separatistas», encuentra muy poca respuesta dentro de la teoría queer oficial (integrativa).

## Investigaciones sobre el nacionalismo
Los primeros en reconocer a la "Nación Queer" como una nueva forma de nacionalismo fueron Bérubé (1991) y Chee (1991).
Un análisis avanzado fue publicado en 1996 por Brian Walker. En su artículo “Social Movements as Nationalisms, or, On the Very Idea of a Queer Nation” (Movimientos sociales como nacionalismos, o la idea misma de una nación queer) Walker señala que diversas características de la creación nacionalística de una identidad se aplican al movimiento nacionalista queer también. Walker clasifica al nacionalismo queer como uno de los nacionalismos culturales "nuevos", que son distintos de los cultural "viejos" nacionalismos étnicos y religiosos tal como fueron definidos por Kymlicka, Margalit y Raz. Walker concluye que la comunidad homosexual cumple muchos de los criterios necesarios para ser considerados como un pueblo, ya que:
- Todos los nacionalismos comenzaron como movimientos sociales, como éste hace – se trata de gente puesta aparte por las “actitudes de endogrupo y discriminaciones de otros”;
- La comunidad homosexual tiene una cultura, con sus grupos de discusión, librerías, revistas, bares, cabarets, etc.,
- Tiene una literatura,
- Busca acceso a “ciertas figuras clave del Estado” para asegurar su supervivencia (en especial teniendo en cuenta los numerosos ataques que reciben, por ejemplo, de grupos religiosos), está altamente organizado y crea una identidad nacional.

Walker considera que las tecnologías modernas tales como internet ofrecen una oportunidad a la comunidad homosexual para crear una cultura global como una nación (no territorial).
Esta tesis la apoya Paul Treanor, quien considera que un orden mundial (no territorial) alternativo es posible. En este contexto Treanor habla de la comunidad homosexual como un "movimiento nacionalista no territorial".